# Tandubas
Tandubas est une localité de la province de Tawi-Tawi, aux Philippines. En 2015, elle compte 29 390 habitants.